# کارمیلا
کارمیلا (به انگلیسی: Carmilla) یک رمان گوتیک محصول ۱۸۷۲ از نویسنده ایرلندی شریدان له فانیو است. داستان توسط زن جوانی روایت می‌شود که توسط یک خون‌آشام زن به نام کارمیلا شکار شده‌است و کارمیلا تمایلات عاشقانه خود را نسبت به قهرمان داستان ابراز می‌کند. این داستان بارها در فیلم‌ها و رسانه‌های دیگر اقتباس شده‌است.

## تأثیرات
بیست و پنج سال پیش از برام استوکر، ایرلندی، نویسنده‌ای به نام جوزف شریدان لوفانو داستان بلندی می‌نویسد که الهام بخش کنت دراکولا و دیگر آثار خون‌آشامی قرن بیستم می‌شود.

## خلاصه داستان
در قلعه ای دور افتاده میان جنگلی در اشتایرمارک، زتی جوان که خود قربانی خون‌آشام است روایتی دلهره آور پیش روی خوانندگان می‌گذارد؛ او شبی در کودکی با موجودی وهم انگیز دیدار می‌کند و یاد خاطرهٔ این زیبای خوفناک برای همیشه با او می‌ماند. موجودی با سیمای دخترانه و دلکش که خون‌آشام است.